# روی دی‌آندراد
روی دی‌آندراد (انگلیسی: Roy D'Andrade; ۶ نوامبر ۱۹۳۱ – ۲۰ اکتبر ۲۰۱۶) انسان‌شناس اهل ایالات متحده آمریکا بود.